# Placopsis venosa
Placopsis venosa är en lavart som beskrevs av Imshaug ex D. J. Galloway. Placopsis venosa ingår i släktet Placopsis och familjen Trapeliaceae.   Inga underarter finns listade i Catalogue of Life.